# 堀田祐美子
堀田 祐美子（ほった ゆみこ、1967年1月10日 - ）は、日本の女子プロレスラー、総合格闘家。身長168cm、体重69kg。兵庫県神戸市出身。

## 所属
- 全日本女子プロレス（1985年 - 2003年）
- フリーランス（2003年）
- メジャー女子プロレスAtoZ（2003年 - 2006年）
- フリーランス（2006年 - 2011年）
- REINA女子プロレス（2011年 - 2012年）
- ワールド女子プロレス・ディアナ（2012年 - 2016年 ）
- フリーランス（2016年 -）

## 経歴
極真会館の元世界王者・中村誠の下で空手を学びながらプロレスラーを目指したが、最初に受けた全日本女子プロレスのオーディションに落ちてしまう。しかし、堀田がプロレスラーを志望していたことを知った中村が、極真の先輩で、クラッシュギャルズへの指導で全女と関係があった山崎照朝に連絡し、山崎・中村からの推薦という形でもう一度オーディションを受け、合格した。なお、最初のオーディションの模様はテレビ放映されており、堀田のすぐ隣には後のダイナマイト・関西となる鈴木智江子の姿も映っている。
新人時代は長与千種の付き人をしていた。
1985年6月5日、北海道・苫小牧スポーツセンターにてvs宇野久子（後の北斗晶）&神崎文枝でデビュー。パートナーは仲前芽久美（後のドリル仲前）。同期では宇野とともに出世頭的扱いだった。以後は宇野と組んだタッグチームによる活躍が多くなる。
1987年4月15日、堀田&宇野でWWWA世界タッグ王座を奪取するも、直後の小倉由美&永堀一恵とのタイトル防衛戦で敗れ王座転落。この試合では宇野が、小倉によるロープ2段目からのツームストン・パイルドライバーを受けた際に首の骨折する重傷を負ってしまい以後長期欠場、堀田はタッグパートナーを失う。1988年に当初は鈴木美香（後のみなみ鈴香）とタッグを組むことも多かった西脇充子と「ファイヤージェッツ」を結成。「闘えファイヤージェッツ」でレコードデビュー（ちなみに、復帰後の宇野と鈴木はタッグを組み、リングネームも改称、北斗とみなみの海狼組（マリン・ウルフ）を結成することになる）。ファイヤージェッツはクラッシュ・ギャルズに続くスターとして期待され、実際、WWWA世界タッグ王座を獲得するなどの活躍を見せる。
1990年代中盤からは主力選手としてのポジションを確立するが、基礎的な実力に疑いはなかったものの、試合構成力や観客へのアピール力といったプロレスラーとしての必須能力に難があり、WWWA世界シングル王座戦線では後輩のアジャ・コング、豊田真奈美などの後塵を拝する。
1997年の全女選手大量離脱の際には全女に残留し「新生全女」をアピール。大量離脱の前に堀田は給料の遅配を理由に興業をボイコットしようとする選手たちの説得を試みたが「堀田さんは会社に丸め込まれてる」「あなたはお金を持ってるからそう言えるんでしょ」と反発を食らった。
1998年7月にはスポーツ平和党、2001年5月には自由連合より参院選比例代表候補として出馬するが、落選する。
2003年5月11日の横浜アリーナ興行にて全女退団を公式アピール。6月24日にアルシオンを吸収合併しメジャー女子プロレスAtoZを旗揚げするも、AtoZは2006年5月3日の後楽園ホール大会を最後に解散。以降フリーランスとして、伊藤道場、アイスリボン、プロレスリングガロガなどを主戦場とする。ヒールの立場に立つことが多くなったが、前述の欠点は解消されておらず、ファンから厳しい評価を受けることが多い「リアルヒール」の扱いを受けることが多くなった。
2007年10月からCHICK FIGHTS SUNに参戦するようになったが、参戦に際し高橋奈七永代表に連日のように同じ内容のメールを送付して参戦をしつこくアピールし、さらに自らリングネームを「KY堀田」と改め、しまいには「入場テーマのCDが壊れた」という理由で、自分の入場テーマをア・カペラで唄いながら入場するなど、アピール力に難を持つ自身の欠点を逆手に取ったような「KY」なキャラクターを発揮。SUNのマットを混乱に陥れている。
2009年より「パッション・レッド」に加入。「パッション・ホッティー」のリングネームを名乗る。
2011年、新団体「REINA女子プロレス」の旗揚げに参加。11月に専務取締役に就任。11月、初代REINA世界女子王座に就き尾崎魔弓の持つ日本人女子選手のベルト戴冠時の最高齢記録を大幅に更新した。
2012年2月19日、総合格闘技「DEEP」TDCホール大会でジョージ・ルーカスの娘、アマンダ・ルーカスと初代DEEP女子無差別級王座を懸けて対戦するが、3回一本負け。5月13日、REINA初の後楽園大会でラ・コマンダンテと髪切りマッチ。試合は勝利したが、直後に退団。退団直後の5月22日に行われたディアナ北沢大会に乱入し、入団をアピール。6月3日、入団を果たす。ディアナでは「堀田暴走軍」を率いて正規軍と抗争を繰り広げている。暴走軍の活動は他団体にも及び、AtoZ時代の弟子に当たる中島安里紗が持つJWP認定無差別級王座にも挑戦して敗れはしたものの暴走ファイトを展開した。また、古巣REINAにも乱入し、自身退団後空位になっていたREINA世界女子王座を奪取した朱里を襲撃した。2010年代に入ってからは堀田をデビュー当時からプライベートでも大変に可愛がっている先輩のダンプ松本とタッグを組んで更に抗争を繰り広げている。
2014年10月11日、東京・両国国技館で開催された「神取忍生誕50年ミスター半世紀イベント SUPER LEGEND?伝説から神話へ?」のメインイベントで、神取忍&ダンプ松本&藤原喜明vs長与千種&天龍源一郎&堀田祐美子の6人タッグマッチに出場。
2015年5月5日には板橋グリーンホールでデビュー30周年記念自主興行『暴走集』を開催して会場は超満員で盛り上がった。
2016年7月9日にはダンプ松本＆堀田祐美子主催興行「極悪×暴走」を開催し超満員札止めとなった。当日には全女のOGも多数登場した。7月11日、大仁田厚が中心となって旗揚げされるファイヤープロレスの女子部責任者に就任。7月27日のCRISIS興行を最後にディアナを退団。8月7日、アクトレスガールズのアドバイザーに就任。10月21日、ファイヤープロレス「ハロウィン・モンスターカーニバル」では化身「レフィセント・ホッティー」となり、ぽい（ん）かーべる＆不思議の国のえいみぃ組を撃破した。
2016年12月31日、肋骨骨折のため出場を辞退した神取忍に代わって、RIZIN FIGHTING WORLD GRAND-PRIX 2016 無差別級トーナメント FINAL ROUNDでギャビ・ガルシアと対戦。大会前1週間を切っての決断であったこともあり41秒で敗退も大会を盛り上げた。
2017年1月15日、『Beginning Act14』において万喜なつみと１年ぶりの一騎打ち。アクトレスガールズ相手に初めてピラミッドドライバーを解禁し、試合後「私がお前らに本物を教えてやる」とエールを送った。5月4日、自主興行「暴走集会－伝承～感じ取れ!!－」を開催。豊田真奈美と組み、安納サオリ＆万喜なつみ組に勝利。
2020年7月10日、AWGとの方針の違いが生じたため、アクトレスガールズのプレイングマネージャーを辞任する。

## 得意技
- ピラミッド・ドライバー

相手の腕を交差させてのシットダウンパワーボム。同型の技にTAKAみちのくの「みちのくドライバーI」（封印）が存在する（どちらが元祖かは不明）。
- ピラミッド・ドライバーEX

背中まで抱え上げた状態（サンダーファイヤーパワーボム）でのピラミッド・ドライバー。
- カリビアン・スプラッシュ

メキシコ修行帰り以降利用。雪崩式のクロスアーム式バックドロップ。
- 各種のキック
- 串刺しニールキック
- タイガー・ドライバー
- 掌底
- ダブル・フェイス・バスター

## 獲得タイトル
- 第45・47・49代WWWA世界シングル王座
- 第83代・第87代・第91代WWWA世界タッグ王座（パートナーは 第83代=宇野久子、第87代・第91代=西脇充子）
- 第29代オールパシフィック王座
- 第2代UWA世界女子タッグ王座（パートナーは井上貴子）
- 第2代AtoZ世界王座
- 第30代JWP認定タッグ王座&第3代デイリースポーツ認定女子タッグ王座（パートナーは蹴射斗）
- 初代REINA世界王座
- 第2代WWWD世界タッグ王座（パートナーは青野敬子）

## 入場テーマ曲
- HARD EMOTION（格闘女神ATHENA feat. キッスの世界に収録）
- Assult Machine（全日本女子プロレス選手別テーマ曲集に収録）

## 音楽

### ファイヤージェッツ
シングル
- 「闘え!ファイヤージェッツ」（1988年5月21日発売、ポニーキャニオン）
- 「ファイヤー騎士」（1989年12月15日発売、リバスター音産）

### 堀田祐美子
シングル
- 「がむしゃらの風」（2013年4月10日発売、みちのくレコード）

## 総合格闘技戦績
| 総合格闘技 戦績 | 総合格闘技 戦績 | 総合格闘技 戦績 | 総合格闘技 戦績 | 総合格闘技 戦績 | 総合格闘技 戦績 | 総合格闘技 戦績 |
| --------------- | --------------- | --------------- | --------------- | --------------- | --------------- | --------------- |
| 10 試合         | (T)KO           | 一本            | 判定            | その他          | 引き分け        | 無効試合        |
| 5 勝            | 1               | 4               | 0               | 0               | 0               | 0               |
| 5 敗            | 1               | 4               | 0               | 0               | 0               | 0               |

| 勝敗 | 対戦相手                   | 試合結果                            | 大会名                                                                | 開催年月日     |
| ×    | ギャビ・ガルシア           | 1R 0:41 TKO負け(レフェリーストップ) | RIZIN FIGHTING WORLD GRAND-PRIX 2016 無差別級トーナメント FINAL ROUND | 2016年12月31日 |
| ×    | アマンダ・ルーカス         | 3R 2:16 腕固め                      | DEEP57 IMPACT 【DEEP女子無差別級王座決定戦】                          | 2012年2月18日  |
| ×    | 神取忍                     | 1R 7:50 腕ひしぎ十字固め            | LLPW: L-1 2000 THE STRONGEST LADY                                     | 2000年10月22日 |
| ○    | アンジェロ・アムロッソ     | 1R 1:09 腕ひしぎ十字固め            | LLPW: ULTIMATE CHALLENGE L-1                                          | 1998年10月10日 |
| ×    | ロジーナ・イリーナ         | 1R 3:11 腕ひしぎ十字固め            | U-Top Tournament Finals                                               | 1996年8月13日  |
| ○    | ライオネス飛鳥             | 1R 3:11 腕固め                      | U-Top Tournament Finals                                               | 1996年8月13日  |
| ○    | Valerie Wiet               | 1R 6:05 腕固め                      | U-Top Tournament                                                      | 1996年8月12日  |
| ○    | マーゴット・ネーホフト     | 2R 7:17 V1アームロック              | VALE TUDO JAPAN '96                                                   | 1996年7月7日   |
| ×    | スベトラーナ・グンダレンコ | 1R 1:17 ネックロック                | LLPW: ULTIMATE CHALLENGE L-1【準決勝】                                | 1996年7月7日   |
| ○    | 遠藤美月                   | 1R 12:20 TKO勝ち                    | LLPW: ULTIMATE CHALLENGE L-1【1回戦】                                 | 1996年7月7日   |